# Kendal Mint Cake

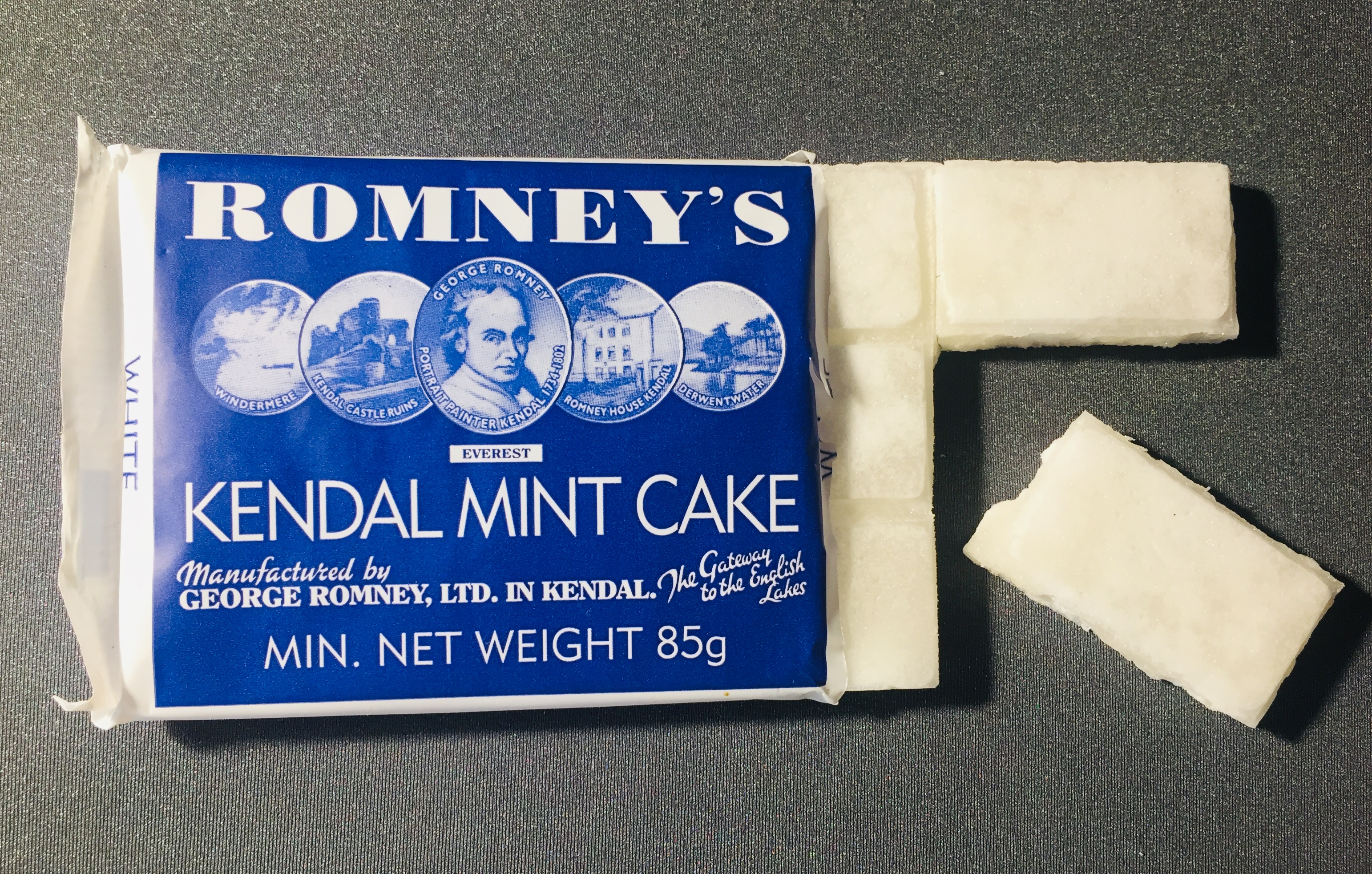
Ein Kendal Mint Cake der Firma Romney’s

Der Kendal Mint Cake ist eine hauptsächlich aus Zucker bestehende Süßware mit Pfefferminzgeschmack. Der Name basiert auf dem ursprünglichen Herstellungsort Kendal, Vereinigtes Königreich. Bekannt ist die Süßspeise vor allem als Energiequelle von Wanderern und Bergsteigern aus dem Vereinigten Königreich.

## Geschichte
Die Ursprünge des Kendal Mint Cake sollen auf den Süßwarenhersteller Joseph Wiper zurückgehen. Im Jahr 1869 ließ er bei der Herstellung von Minzbonbons die Masse aus Versehen über Nacht köcheln. Am nächsten Morgen hatte diese sich verfestigt, war aber weiterhin genießbar. Fortan wurde der Mint Cake weiter von ihm hergestellt und es fanden sich schnell Nachahmer. Seine Firma wurde später von Romney’s aufgekauft.
Das Ursprungsrezept besteht aus Zucker, Glucosesirup, Wasser und Pfefferminz-Öl und wird in dieser Form noch heute hergestellt.
Der Erfolg als Energiequelle für Wanderer und Bergsteiger basiert vor allem darauf, dass Sir Ernest Shackleton bei seiner Endurance-Expedition die Süßware als unabdingbaren Teil der Ration zählte. Ähnliches galt auch für Edmund Hillary, der diesen bei der Erstbesteigung des Mount Everest dabei hatte.
Nennenswerte Erwähnung fand die Süßware auch in der Dokumentation Long Way Round über die Motorradreise von Ewan McGregor und Charley Boorman von London, über Russland nach New York.
Hauptproduzenten sind heute Quiggin’s, Romney’s und Wilson’s.